# Circaetus cinereus
L'aquila serpentaria cenerina (Circaetus cinereus Vieillot, 1818) è un uccello rapace della famiglia degli Accipitridi, diffuso nell'Africa subsahariana.

## Distribuzione e habitat
La specie ha un ampio areale che comprende Angola, Benin, Botswana, Burkina Faso, Burundi, Camerun, Repubblica Centrafricana, Ciad, Repubblica Democratica del Congo, Costa d'Avorio, Eritrea, Etiopia, Gambia, Ghana, Guinea, Guinea-Bissau, Kenya, Liberia, Malawi, Mali, Mauritania, Mozambico, Namibia, Niger, Nigeria, Ruanda, Senegal, Sierra Leone, Somalia, Sudafrica, Sud Sudan, Sudan, Swaziland, Tanzania, Togo, Uganda, Zambia e Zimbabwe.